# José Manuel Infante
José Manuel Infante Montt (Santiago, 1835-ibídem, 29 de octubre de 1899) fue un abogado, juez y político chileno.

## Biografía
Nació en Santiago en 1835, hijo de Manuel Ramón Infante Quesada (primo de José Miguel Infante) y Ana Josefa Montt Irarrázaval (sobrina de Manuel Montt). El 19 de diciembre de 1866 se casó con Teresa Tagle Jordán, con quien tuvo 4 hijos.
Ingresó al Instituto Nacional en 1845 donde realizó sus estudios secundarios. Posteriormente ingresó a estudiar Licenciatura en Derecho en la Universidad de Chile y juró como abogado el 26 de agosto de 1861.
En 1865 trabajó como Defensor de Menores. Fue secretario de la Corte Suprema a partir de 2 de julio de 1867. El 18 de marzo de 1892 fue nombrado ministro de la Corte de Apelaciones de Santiago, murió en el ejercicio de este cargo.
Fue elegido diputado suplente por Castro, en el período 1876-1879. Diputado propietario por Santiago, en el período 1885-1888. Fue reemplazante en la Comisión Permanente de Peticiones. Fue reelecto diputado propietario por Santiago, en el período 1888-1891.